# Tony Meehan
Daniel Joseph Anthony "Tony" Meehan (født 2. marts 1943 i Hampstead, London, død 28. november 2005 i Paddington, London) var en engelsk trommeslager, der i 1958 grundlagde instrumentalbandet The Shadows sammen med Hank Marvin, Bruce Welch og Jet Harris. 
Meehan spillede desuden trommer på Cliff Richards første album. Han forlod The Shadows i oktober 1961, og blev afløst af Brian Bennett, og Jet Harris forlod ligeledes gruppen i april 1962 og blev afløst af Brian Locking. De to slog sig sammen og indspillede singleplader, såsom hittene "Diamonds" og "Scarlett O'Hara". Han var senere producer, men trak sig tilbage fra rampelyset i 1990'erne og blev gymnasielektor i psykologi.

## LP/CD Diskografi
- Cliff Richard & The Drifters - Cliff (live) (1959)
- Cliff Richard & The Shadows - Cliff Sings (1959)
- Cliff Richard & The Shadows - Me and My Shadows (1961)
- Cliff Richard & The Shadows - The Young Ones (1961)
- Cliff Richard & The Shadows - Listen to Cliff (1961)
- Cliff Richard & The Shadows - 21 Today (1961)
- The Shadows – The Shadows (1961) debut lp Plade.
- Jet Harris & Tony Meehan - "Remembering" (1977)
- Jet Harris & Tony Meehan - Diamonds and Other Gems – (1989)
- Cliff Richard - From a Distance - The Event - Live at Wembley Stadium in London (1990)

## Singler
- The Vipers -   "Summertime Blues" / "Liverpool Blues" (1958)
- The Drifters - "Feelin Fine" / "Dont be a fool (with Love)" (1959)
- The Drifters - "Jet Black" / Driftin (1959)
- The Drifters - "Lonesome Fella" / "Saturday Dance" (1959)
- The Shadows -  "Apache" / Quartermaster store (1960)
- The Shadows -  "Man of Mystery" / "The Stranger" (1960)
- The Shadows -  "Chinchilla" / Bongo Blues" (1960)
- The Shadows -  "FBI" / "Midnight" (1961)
- The Shadows -  "The Frightend City" / "Back Home" (1961)
- The Shadows -  "Kon-Tiki" / "36-24-36" (1961)
- The Shadows -  "The Savage" / Peace Pipe" (1961)
- The Shadows - "Mustang" / "Theme From Shane" / "Shotgun" / "Theme From Giant" - EP (1961)
- The Shadows -  "Live In Johannesburg" - "Shazam" / "Guitar Boogie" / "Sleep Walk" / "FBI" (1961) – Ep Plade
- The Shadows - "Wonderful Land" / Stars Fell In Stockton" * (1962) ( * med Brian Bennett på side B)
- Jet Harris & Tony Meehan - "Diamonds" / "Footstomp"  (1963) -
- Jet Harris & Tony Meehan - "Scarlett O'Hara" / "Hully Gully" (1963)
- Jet Harris & Tony Meehan - Applejack" / "Tall Texan" (1963)
- Tony Meehan - "Song Of Mexico" / "Kings go Fifth" – Solo Single (1964)
- Hank Marvin - "Break Another Down" / "Would you Believe it" (1970)

## VHS & DVD diskografi
- Cliff Richard - From A Distance The Event - Live at Wembley Stadium in London (1990)

## Film
- Expresso Bongo (1959) - med Cliff Richard og The Shadows
- The Young Ones (1961) - Med Cliff Richard og The Shadows